# بوب ماسترز
بوب ماسترز (بالإنجليزية: Bob Masters)‏ هو لاعب كرة قدم أمريكية أمريكي، ولد في 16 يناير 1913 في كومانش في الولايات المتحدة، وتوفي في 8 فبراير 1987.